# アビーリオ・ディニス
アビーリオ・ドス・サントス・ディニス（Abílio dos Santos Diniz, 1936年12月28日 - 2024年2月18日）は、ブラジルの実業家である。サンパウロ市出身。
スーパーマーケットチェーンのポン・ヂ・アスカール（Pão de Açúcar）、より大規模なハイパーマーケットチェーンのエクストラ（Extra）などを傘下に持つブラジル最大の小売グループ、“グルッポ・ポン・ヂ・アスカール”（Grupo Pão de Açúcar、別名Companhia Brasileira de Distribuição）の経営者である。

## 略歴

### 誕生～青年時代
1929年にブラジルに移民してきたポルトガル人ヴァレンチン・ディニスを父に持ち、1936年に6人兄弟の長男として生を受けた。
幼少期から青年期にかけ、文武両道を地で行き、ジェトゥリオ・ヴァルガス基金（Fundação Getúlio Vargas）に学資を援助され、サンパウロ経営学校（Escola de Administração de Empresas de São Paulo）を卒業、アメリカ合衆国に渡り、ミシガン州立大学大学院を修了した。
1949年に父ヴァレンチンが現在のポン・ヂ・アスカール・グループを創業、アビーリオは20歳の時に販売の責任者として父の会社に入社。1959年、グループにとって初となるスーパーマーケットを開いた。
1979年にはブラジルの通貨審議会（Conselho Monetário Nacional）のメンバーに選ばれ、10年間その任を務めた。

### 受難
1980年代末、資産の分配をめぐって家族間で対立が生じ、後に1992年にはグループの株式を再分配することとなる。
1989年12月に誘拐され、サンパウロ市内にて6日間にわたって監禁された。
1990年、この年3月に発足したフェルナンド・コロール・デ・メロの政権は国内のインフレに対処する幾つかの政策を実行し、小売り専業であるグループはこの影響を免れず、特に預金の凍結により、ディニスのグループは支払い不能の状態に追い込まれ、5年後にはそれまで非公開だったグループの株式を公開することとなった。
1996年、グループの2つの企業間において不正な資金のやり取りをしたとして、1年4ヶ月服役した。

### 近年の動向
1999年、フランスのカジノグループ（Groupe Casino）がグループの議決権付き株式の内24%を取得した。
2000年、グループの再編に着手し、1/3の店舗を閉鎖し、22,700人の従業員を解雇、その結果、ブラジル国内で最大の小売りチェーン店となった。再編を行った後の時点で、グループはブラジル26州の内の11州に展開し、416店舗を有した。2004年末の時点では店舗数はグループ全体で550店ほどに再び増加している。
2024年2月18日にサンパウロで死去。87歳没。

## 人物
スポーツマンとして知られ、ランニング、水泳、スカッシュなどを好み、1994年からはニューヨークシティマラソンにも参加している。
アメリカの経済誌『フォーブス』の2007年度版のランキングによれば、ディニスの個人資産は19億ドル、世界長者番付では538位、ブラジル人の中では10位にランキングされている（フォーブスによる人物評）。近年は資産を増やしているものの、世界的に新たな富豪が台頭する傾向があるため順位は低下傾向にある。

## 家族
子息に、アナ・マリア、ジョアン・パウロ、ペドロ・パウロ、アドリアナの2男2女がおり、それぞれブラジル国内では知名度のある人物である。次男ペドロ・パウロは元F1ドライバーのペドロ・ディニスとして知られる。

## 著書
- Caminhos e Escolhas (発行：Editora Campus、2004年) ISBN 85-352-1431-3 
  - (英訳) Smart Choices For a Successful Life - Finding Balance And Happiness In Work And Life (発行：Editora Campus、2006年) ISBN 85-352-2022-4

### 関連サイト
- グルッポ・ポン・ヂ・アスカール公式サイト
  - 経営陣の略歴

### 参考
- 平成3年 年次世界経済報告 資料編 - 日本・経済企画庁、1990年のブラジル経済について